# 晚间新闻 (芬兰报纸)

《晚间新闻》的标识

《晚间新闻》（芬蘭語：Ilta-Sanomat，缩写为“IS”），或译《晚报》，是芬兰萨诺玛集团下的一份晚报。在读者数量上为芬兰最大的数字媒体。
现今《晚间新闻》每周从周一到周六上午发行六次。周六的报纸在整个周末零售，并包括一份周日增刊。2014年时《晚间新闻》的每日平均发行量为110,226份，周末的发行量为134,464份。报纸的每周读者数量达到250万人。报纸的网络服务中每周的浏览人数为310万人，以此为标准的话为芬兰最受欢迎的网站（2015年第四周的数据）。